# Josh Rosen
(en) Statistiques sur pro-football-reference
Josh Rosen, né le 10 février 1997 à Manhattan Beach, en Californie, est un joueur professionnel américain de football américain évoluant au poste de quarterback.
Il est sélectionné en dixième choix global lors du premier tour de la draft 2018 de la NFL par les Cardinals de l'Arizona.
La saison suivante, cette franchise l'échange aux Dolphins de Miami contre un choix de draft 2019 de deuxième tour. Les Dolphins se séparent de lui en septembre 2020, une semaine avant le début de la saison régulière

## Carrière professionnelle
Josh Rosen est sélectionné en dixième position lors du premier tour de la draft 2018 de la NFL par les Cardinals de l'Arizona. Les Cardinals avaient réalisé un échange avec les Raiders d'Oakland pour pouvoir le sélectionner à cette position. Il signe début mai un contrat de quatre saisons avec la franchise de l'Arizona pour un montant de 17,84 millions de dollars incluant une prime à la signature d'environ onze millions de dollars. En octobre, Rosen réussit ses débuts comme titulaire de l'équipe malgré une défaite contre les Seahawks de Seattle.

## Statistiques

### Université
| Année | Équipe | MJ |         | Passes   | Passes | Passes | Passes | Passes | Passes | Passes  |       | Courses | Courses | Courses | Courses |
| Année | Équipe | MJ | Tentées | Réussies | Pct.   | Yards  | TD     | Int.   | Éval.  | Tentées | Yards | Moy.    | TD      |         |         |
| 2015  | UCLA   | 13 | 487     | 292      | 60,0   | 3 669  | 23     | 11     | 134,3  | 37      | 15    | 0,4     | 2       |         |         |
| 2016  | UCLA   | 6  | 231     | 137      | 59,3   | 1 915  | 10     | 5      | 138,9  | 22      | -72   | -3,3    | 2       |         |         |
| 2017  | UCLA   | 11 | 452     | 283      | 62,6   | 3 756  | 26     | 10     | 147,0  | 50      | -97   | -1,9    | 2       |         |         |

### NFL
| Année | Équipe                 | MJ |         | Passes   | Passes | Passes | Passes | Passes | Passes | Passes  |       | Courses | Courses | Courses | Courses |
| Année | Équipe                 | MJ | Tentées | Réussies | Pct.   | Yards  | TD     | Int.   | Éval.  | Tentées | Yards | Moy.    | TD      |         |         |
| 2018  | Cardinals de l'Arizona | 14 | 393     | 217      | 55,2   | 2 278  | 11     | 14     | 66,7   | 23      | 138   | 6,0     | 0       |         |         |